# Alfred Ernout
Alfred Ernout (* 30. Oktober 1879 in Lille; † 16. Juni 1973 in Paris) war ein französischer Altphilologe.
Alfred Ernout besuchte die Schule in seiner Geburtsstadt Lille, wo er anschließend an der Universität Lille Klassische Philologie und Sprachwissenschaften studierte und 1901 mit dem Staatsexamen (Agrégation) abschloss. Zu seinen akademischen Lehrern gehörten Émile Thomas, Bernard Haussoullier, Louis Havet und Antoine Meillet. 1905 erlangte er an der École pratique des hautes études in Paris sein Diplom und wurde 1908 dort promoviert. Noch im selben Jahr wurde Ernout Professor in Troyes, 1913 wechselte er als Hochschuldozent (Maître) an die Universität Lille, wo er 1920 Professor wurde. 1924 ging er als Maître de conférences an die Sorbonne, 1928 wurde er dort Professor. Seit 1925 war er zusätzlich Directeur an der École pratique des hautes études. 1946 wurde Ernout Professor am Collège de France. Dort wurde 1952 Pierre Courcelle sein Nachfolger. 1934 wurde er zum Mitglied der Académie des Inscriptions et Belles-Lettres gewählt.
Ernout beschäftigte sich vorrangig mit der Latinistik. Er forschte sowohl zur Lateinischen Sprache wie auch zur lateinischen Literatur. Er verfasste mehrere Monografien sowohl zur lateinischen wie auch zu anderen italischen Sprachen, mit Antoine Meillet verfasste er ein bis heute grundlegendes etymologisches Wörterbuch der lateinischen Sprache, mit François Thomas eine Arbeit zur lateinischen Syntax. Bei letzterer Arbeit zog Ernout beispielsweise Plautus aber auch Vulgär- und Kirchenlateinische Werke zu Rate, um die Entwicklung der „klassischen“ Latinität nachzeichnen zu können. Er forschte zum archaischen Latein ebenso wie zum Umbrischen oder den Inschriften aus Praeneste. Textkritische Ausgaben legte er von Plautus, Petron sowie Plinius dem Älteren vor. Er gab unter anderem die Revue de Philologie mit heraus.